# Autobahn A1 (Namibia)
Die A1 ist eine knapp 70 Kilometer lange Autobahn (englisch Freeway) in Namibia. Sie verläuft in Nord-Süd-Richtung, beginnend mit dem Übergang aus der Nationalstraße B1 in Okahandja, und endet mit dem Übergang in die westliche Umgehungsstraße (englisch Western Bypass; B1) im Nordwesten der Hauptstadt Windhoek im Stadtteil Hochland Park. Die Autobahn 1 ist ein Teilstück des Trans-African Highway Nr. 3, der von Tripolis über Windhoek nach Kapstadt führt, sowie ein Teilstück der Trans-Kalahari-Fernstraße. Bei der A1 handelt sich um die erste Straße in Namibia, die nach dem SADC-Freeway-Standard ausgebaut wurde.

## Streckenführung
Die Autobahn A1 beginnt am Westrand von Okahandja. Im weiteren Verlauf führt sie durch Teufelsschlucht und Teufelsbach nach Brakwater, Elisenheim und erreicht das Stadtgebiet von Windhoek. Die A1 verläuft nordwestlich des Windhoeker Stadtzentrums als Teil der Westumgehung und endet mit dem Übergang in die Nationalstraße B1 in Richtung Süden nach Rehoboth im Stadtteil Hochland Park, mit Anschluss an die Nationalstraße B9 in Richtung Osten, die dann als Nationalstraße B6 zum Hosea Kutako International Airport und der Grenze zu Botswana führt.

## Geschichte
Der Ursprung der Autobahn A1 basiert auf der durch Windhoek führenden Westumgehung, die in den 1970er Jahren errichtet wurde. Die Westumgehung startete im südlich von Windhoek gelegenen Brakwater und verlief als zweispurig B1 nordwestlich der Universität von Namibia (UNAM) bis zur Auas Road im Süden Windhoeks.
Die Ausbauplanungen zur Erweiterung sahen insgesamt 4 Abschnitte vor, mit dem Ziel, eine vierspurige Fernstraße zwischen Windhoek und Okahandja zu errichten. Die Ertüchtigung der Westumgehung sah in der Phase 1 die Sanierung als Zubringer in Windhoek vom Sam-Nujoma-Drive bis zur UNAM vor. Phase 2 beinhaltete die weitere Sanierung der Westumgehung von kurz vor der Elisenheim-Brücke bei Brakwater bis zum Windhoeker Sam-Nujoma-Drive. Diese Arbeiten fanden als Sanierung der Nationalstraße 1 statt.
Die Bauarbeiten zur Phase 3 starteten im Januar 2014 und dauerten bis April 2017 an. In diesen Bauabschnitten wurde die vorhandene B1 zwischen dem Döbra-Rivier und Brakwater teilweise neu trassiert und zur Autobahn ausgebaut. Bereits im Januar 2017 fanden erste Beschilderungen auf dem Streckenabschnitt zwischen Brakwater und dem Sam-Nujoma-Drive in Windhoek zur Autobahn A1 statt. Am 19. April 2017 wurde der neue Streckenabschnitt offiziell von der Roads Authority Namibia (RA) in Betrieb genommen und amtlichen als A1 umgewidmet.
Die Ausbauphase 4 wurde in die Teile A und B gesplittet. Die Ausbauarbeiten der B1 zur Autobahn vom Omakunde-Rivier südlich vor Osona bis Anfang der A1 am Döbra-Rivier bei Okapuka sollten bis Anfang 2019 fertiggestellt wurden. Im September 2019 wurde die Phase abgeschlossen und im Januar 2020 offiziell eröffnet. Zudem wurden große Teile der Autobahn mit einer Vorrichtung in der Mitte gegen das Wenden auf der Autobahn versehen werden. 2024 wurde der letzte Bauabschnitt eröffnet.

### Verkehrsfreigaben
Im Einzelnen erfolgten folgende Freigaben (kursiv ist geplant)
| Jahr   | von             | bis               | Bemerkung                                 |
| ------ | --------------- | ----------------- | ----------------------------------------- |
| 1970er | Brakwater S     | Windhoek S        | Gebaut als Westumgehung von Windhoek (B1) |
| 2017   | AS Brakwater N  | AS Brakwater S    |                                           |
| 2020   | AS Okapuka      | AS Osona          |                                           |
| 2023   | AS Osona        | AS Gross-Barmen   |                                           |
| 2024   | AS Gross-Barmen | AS Okahandja (B2) |                                           |

## Geplante Ausbaumaßnahmen
Der Ausbau der Phase 4B beinhaltet eine komplett neue Trassenführung. Dieser Abschnitt startet kurz vor Okahandja an der Kreuzung der B1 nach Otjiwarongo und der B2 nach Swakopmund. Die geplante Trasse führt als Umgehungsstraße an Okahandja vorbei, kreuzt die Straße nach Groß-Barmen und verläuft in nordwestlicher Richtung an Osona vorbei auf den Bauabschnitt 4A. Diese neue Trassenführung erlaubt nach dem Zusammenfluss Okahandja-Rivier und Swakop-Rivier ein einzelnes Brückenbauwerk. Sie soll bis 2022 abgeschlossen sein. Für den Ausbau sind massive Umsiedlungen notwendig.
Im südlichen Stadtgebiet von Windhoek, ab dem Bereich der UNAM in nordöstlicher Richtung bis zur Robert Mugabe Ave, finden gegenwärtig Bauarbeiten für eine 50 km lange vierspurige Schnellstraße zum Hosea Kutako International Airport statt. Mit einer Erweiterung der Fahrbahn zwischen dem Sam-Nujoma-Drive und UNAM könnte somit eine Verlängerung der A1 erfolgen.